# Strijkijzerruwhaai
De strijkijzerruwhaai, zeevarkenshaai of grootvindoornhaai (Oxynotus centrina) is een vis uit de familie van de ruwhaaien (Oxynotidae) en behoort derhalve tot de orde van de doornhaaiachtigen (Squaliformes).

## Kenmerken
Hij heeft zeer hoge, zeilvormige rugvinnen, voorafgegaan door stekels. Het lichaam is samengedrukt en driekantig, de mond bevat gegroefde lippen en de bovenkaak is bezet met lansvormige tanden. Achter het oog bevindt zich een groot spiraculum. De vis kan een lengte bereiken van 150 centimeter.

## Leefwijze
Het voedsel bestaat uit borstelwormen en andere ongewervelden. Dankzij de grote lichaamsholte en de olierijke lever heeft het dier veel drijfvermogen en beweegt hij zich moeiteloos voort boven de zeebodem, waar hij zijn voedsel vindt.

## Verspreiding en leefgebied
De strijkijzerruwhaai is een zoutwatervis. De vis prefereert diep water en leeft hoofdzakelijk nabij de bodem in de Atlantische Oceaan maar komt ook voor in de Middellandse Zee. De soort komt voor op dieptes tussen 60 en 660 meter.

## Relatie tot de mens
De strijkijzerruwhaai is voor de visserij van beperkt commercieel belang. In de hengelsport wordt er weinig op de vis gejaagd.